# Myrmecologie
Myrmecologie is de tak van de entomologie die zich bezighoudt met de studie van mieren.
Het woord myrmecologie is samengesteld uit de Griekse woorden μύρμηξ (myrmex), dat "mier" betekent, en λόγος (logos), dat "studie" betekent. Het woord werd voor het eerst gebruikt door de Amerikaanse entomoloog William Morton Wheeler (1865–1937), hoewel menselijke interesse in het leven van mieren reeds veel eerder bestond. Sommige vroege myrmecologen zagen de mierengemeenschap als een ideale maatschappijvorm en hoopten door de studie ervan oplossingen voor menselijke problemen te vinden. De studie van mieren is nog steeds van groot belang voor het ontrafelen van de evolutie van sociale systemen, omwille van hun complexe en diverse vormen van eusociaal gedrag. Hun grote diversiteit en hun voorname rol in ecosystemen maakten van mieren ook een belangrijk onderwerp in de studie van biodiversiteit en natuurbescherming.

## Geschiedenis
De eerste wetenschappelijke ideeën gebaseerd op waarnemingen van het leven van mieren waren die van Auguste Forel (1848–1931), een Zwitsers psycholoog die aanvankelijk geïnteresseerd was in ideeën over instinct, leergedrag en maatschappij. In 1874 schreef hij een boek over de mieren van Zwitserland, getiteld Les fourmis de la Suisse (De mieren van Zwitserland) en hij noemde zijn huis La Fourmilière (het mierennest). Forel probeerde onder meer verschillende soorten mieren samen te brengen in één kolonie. Hij merkte polydomie en monodomie bij mieren op en vergeleek dit met de structuur van naties.
Wheeler bekeek mieren vanuit een ander perspectief, in termen van sociale organisatie. In 1910 gaf hij een lezing in Woods Hole over de mierenkolonie als organisme. Hiermee introduceerde hij het idee van superorganismen. Wheeler beschouwde trophallaxis of het delen van voedsel binnen de kolonie als de kern van de mierengemeenschap. Dit werd bestudeerd door kleurstof aan het voedsel toe te voegen en te observeren hoe het zich verspreidt binnen de kolonie.
Anderen, zoals de Brit Horace Donisthorpe, onderzochten de systematiek van mieren. Ook de ontwikkeling van genetica en ideeën over ethologie en de evolutie van sociaal gedrag zorgen voor een verdere ontwikkeling van de myrmecologie. Op dit gebied werd baanbrekend onderzoek uitgevoerd door Edward Osborne Wilson, wat leidde tot de ontwikkeling van de sociobiologie.